# بومیان تایوان

بومیان تایوان، مردمان بومی تایوان اند که به ۵۳۰٬۰۰۰ تن می‌رسند و نزدیک ۲٫۳٪ از جمعیت این جزیره را تشکیل می‌دهند. پژوهش‌های اخیر پیشنهاد می‌کنند که نیاکان این مردمان در تایوان شاید تا ۸۰۰۰ سال پیش زندگی می‌کرده‌اند تا اینکه مهاجرت کثیری از اقوام چینی‌های هان در سدهٔ ۱۷ میلادی آغاز گشت. بومیان تایوان مردمانی استرونزیایی اند که با دیگر مردم این نژاد گره‌های زبانی و زبانی دارند. استرونزیایی همچنین در فیلیپین مالزی اندونزی ماداگاسکار و اقیانوسیه ساکن هاست. مسئلهٔ هویت نژادی که با سرزمین اصلی آسیایی وابستگی ندارد، به گرهٔ پیچیده‌ای در مبادلات مرتبط با وضعیت سیاسی تایوان، تبدیل شده‌است. 

## نگارخانه

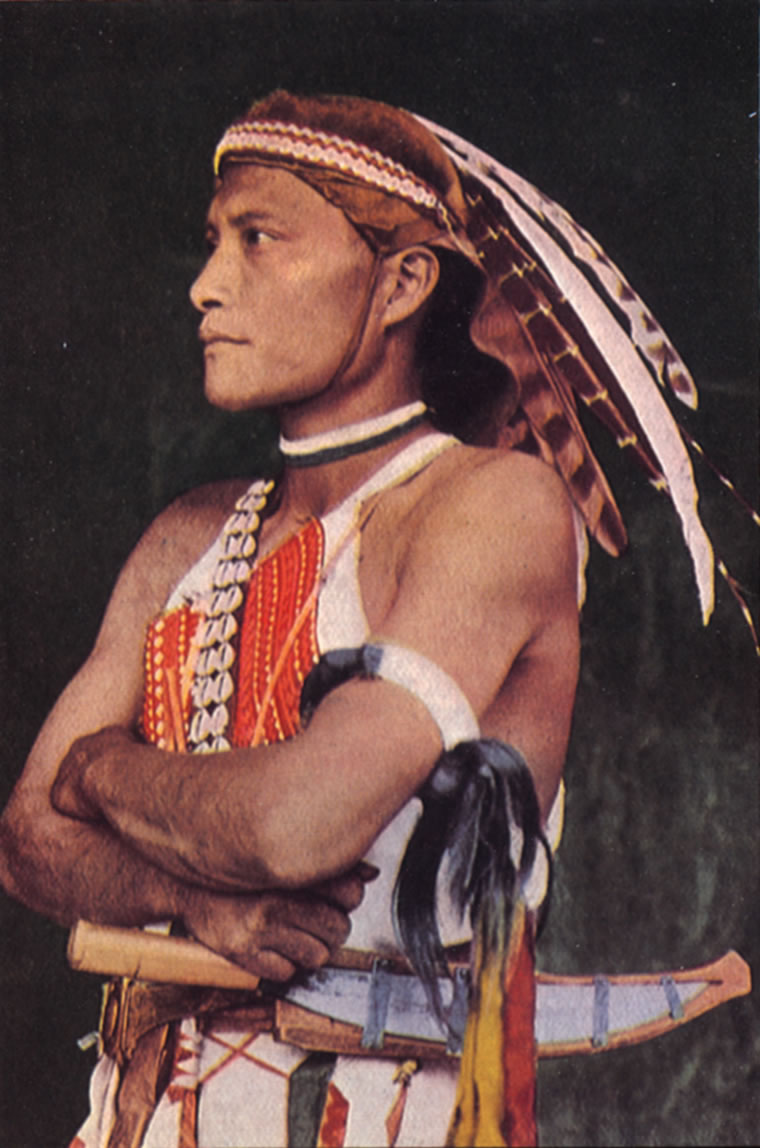
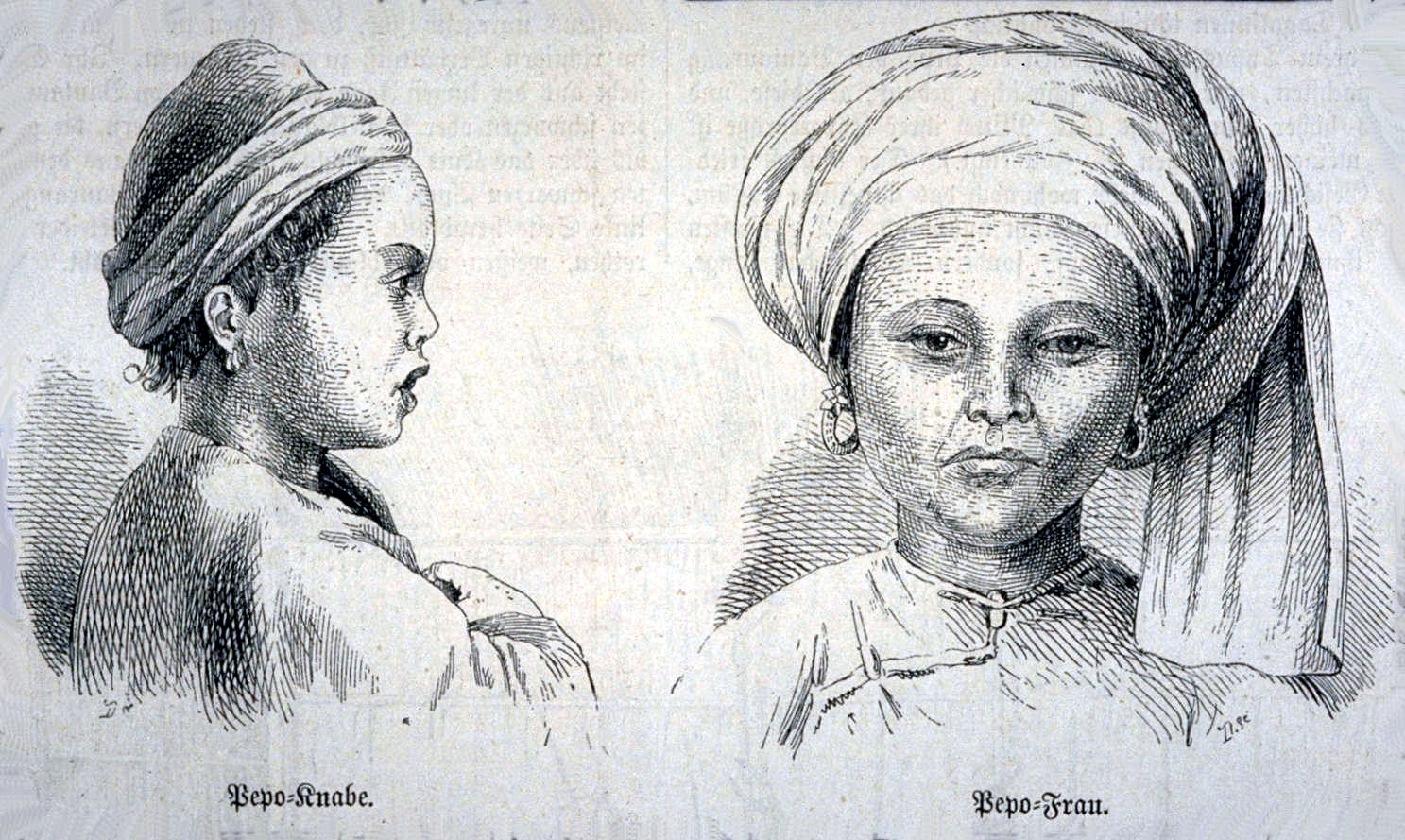
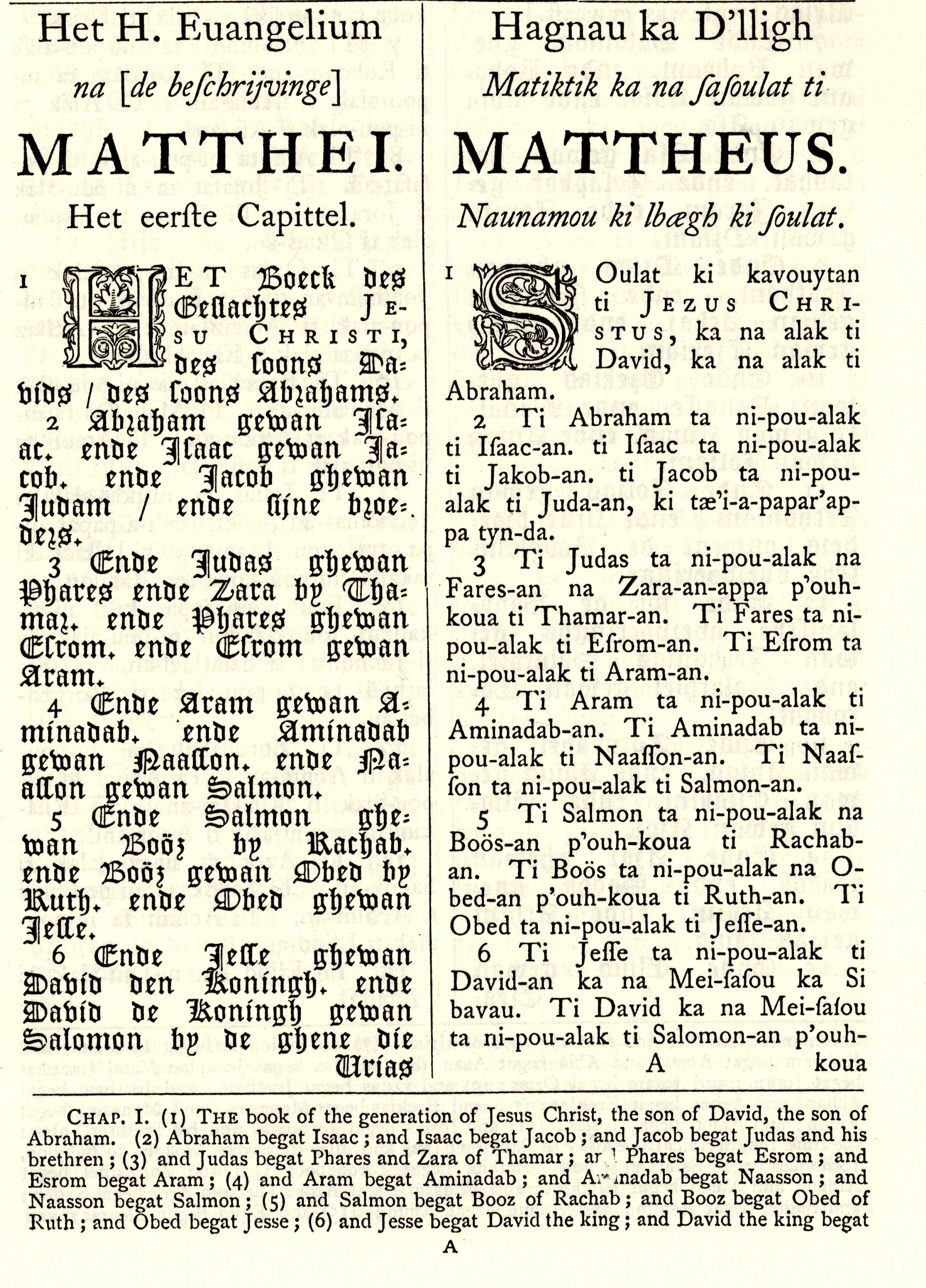
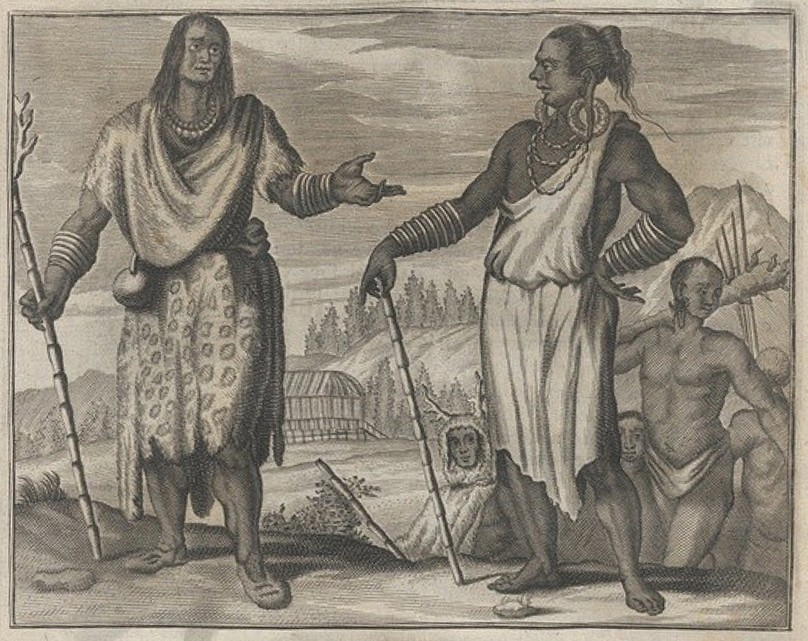